# Метрополитен Порту-Алегри
Метрополитен Порту-Алегри (порт. Metrô de Porto Alegre) — система метрополитена в Порту-Алегри, столице штата Риу-Гранди-ду-Сул, Бразилия. Управляется совместно федеральным правительством, правительством штата и префектурой Порту-Алегри через компанию Trensurb (Empresa de Trens Urbanos de Porto Alegre S.A.). Первый участок «Mercado» — «Sapucaia» длиной 27 км с 15 станциями открылся 2 марта 1985. Сегодня система состоит из 22 станций на одной линии длиной 43,4 км. Она обслуживает 5 муниципалитетов, помимо Порту-Алегри: Каноас, Нову-Амбургу, Сан-Леополду, Сапукая-ду-Сул и Эстею. Работает ежедневно с 5:00 утра до 23:20 вечера.

## История
Строительство Первой линии метрополитена началось в 1980 году для соединения центра Порту-Алегри и городов на севере региона. Такую трассировку выбрали, чтобы разгрузить трассу BR-116, которая к тому времени уже имела серьёзные проблемы с трафиком. Линия была открыта 2 марта 1985 года с 15 станциями длиной 27 км. 9 декабря 1997 года её продлили на одну станцию, а 20 ноября 2000 — ещё на одну. 3 июля 2012 года открыт участок «São Leopoldo» — «Santo Afonso» длиной 4,5 км с 2 станциями. 8 мая 2014 года открыт участок «Santo Afonso» — «Novo Hamburgo» длиной 5 км с 3 станциями.

## Линии
На единственной линии длиной 43,4 км расположено 22 станции, все наземные. Также в городе есть пиплмувер длиной 0,8 км, соединяющий станцию «Aeroporto» с первым терминалом международного аэропорта Салгаду Филью.
| Линии   | Станции                 | Год открытия | Год открытия последней станции | Длина, км | Количество станций |
| ------- | ----------------------- | ------------ | ------------------------------ | --------- | ------------------ |
| 1 Синяя | Mercado ↔ Novo Hamburgo | 1985         | 2014                           | 43,4      | 22                 |